# Saint-Sauflieu

Saint-Sauflieu este o comună în departamentul Somme, Franța. În 1 ianuarie 2022 avea o populație de 981 de locuitori.